# Cattleya cernua
Cattleya cernua là một loài thực vật có hoa trong họ Lan. Loài này được (Lindl.) ined. mô tả khoa học đầu tiên.

## Hình ảnh

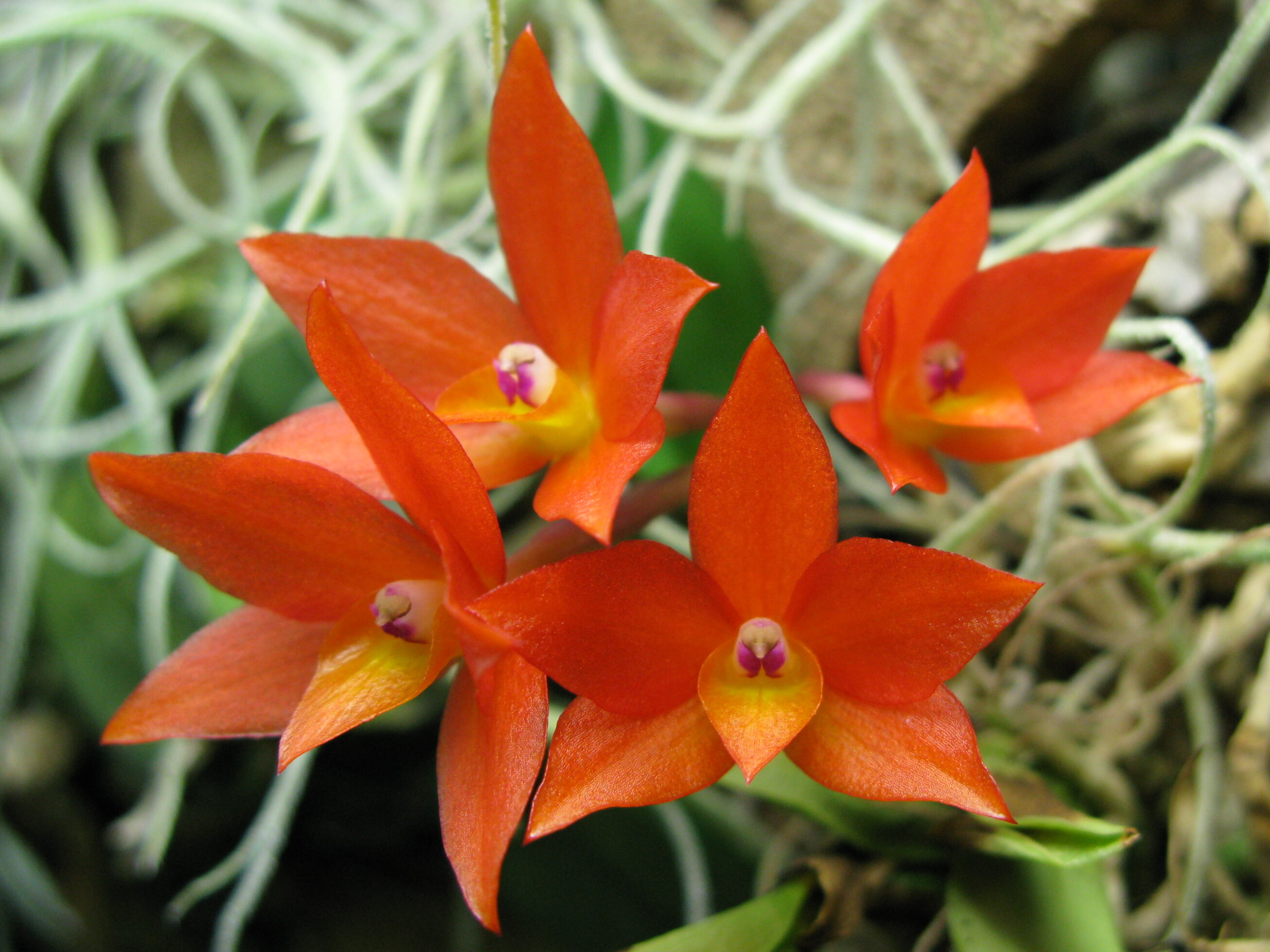
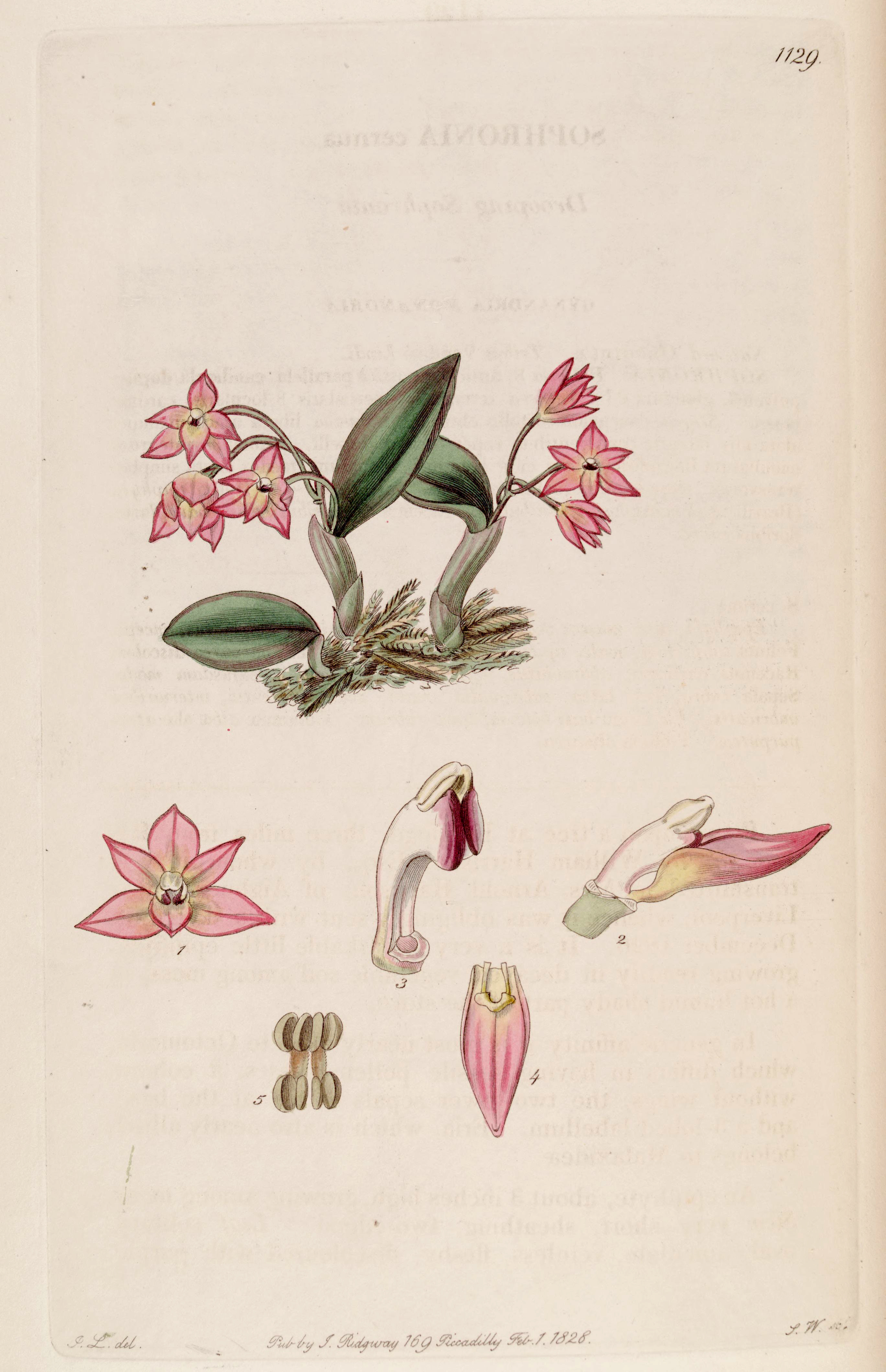